# Battaglia del Fossato
La battaglia del Fossato (Maʿrakat al-Khandaq, Yawm al-Khandaq, o Ghazwat al-Khandaq, o Ghazwat al-aḥzāb) o battaglia di Medina fu combattuta il 5 aprile 627 (dhu l-qaʿda 5 dell'Egira) fra i musulmani immigrati a Medina e i loro alleati medinesi convertiti da un lato e i Meccani e i loro alleati pagani dall'altro.

## La battaglia
Dopo la battaglia di Uhud, i musulmani non tardarono a riprendere la loro politica di assalto alle carovane meccane pagane. Per risolvere una volta per tutte la questione, i Meccani organizzarono la loro maggior spedizione militare di tutti i tempi per cercare di annientare i musulmani. Non potevano più contare su un condottiero della qualità di Khalid ibn al-Walid ma portarono con sé gli Ahabish - settemila uomini con 300 cavalli e 1500 dromedari - dei quali non si sa se si trattasse di contingenti mercenari o di appartenenti di una tribù che viveva presso Mecca e che con i Quraysh aveva stretti rapporti di collaborazione e di alleanza.
Ubbidendo questa volta al loro profeta Maometto, i tremila musulmani restarono accuratamente asserragliati nelle loro posizioni difensive, senza accettare in alcun modo lo scontro con le sovrastanti forze pagane che ammontavano a diecimila uomini e a 600 cavalli.
Per buona misura precauzionale, Maometto ordinò anche che fosse scavata una trincea (khandaq, o "fossato", appunto) intorno al perimetro cittadino per impedire alle cavalcature meccane di penetrare velocemente a Medina forzando le difese. Si dice che a suggerire l'espediente fosse un ex-schiavo persiano, Salman al-Farisi, ricordato poi fra gli ascendenti nobili di alcune importanti confraternite islamiche e dall'eterodossia, presente nella Siria occidentale e nella Turchia sud-orientale dei Nuṣayri che include Salmān in una triade formata anche da Maometto e da ʿAlī ibn Abī Ṭālib.
La tradizione sembra comunque attestare con tale tradizione la fortissima dipendenza tecnologica degli Arabi d'età preislamica nei confronti della più progredita cultura persiana dell'epoca.
Alle operazioni difensive, che pure si apprestarono grazie agli attrezzi da essi messi a disposizione dei musulmani, si estraniarono gli israeliti Banu Qurayza che con Mecca avevano da sempre ottimi rapporti commerciali.
Di fatto non vi furono scontri e invece di battaglia si dovrebbe parlare di semplice assedio. Il bilancio dei caduti, dopo 15 giorni d'inutile attesa dei Meccani e di crescenti difficoltà di approvvigionamento, fu del tutto trascurabile: 9 morti in tutto, dei quali 6 musulmani.
Diverso invece fu il destino dei Qurayza. Accusati di tradimento, furono autorizzati a scegliere un arbitro che decidesse la loro punizione. Una tribù precedentemente a loro alleata, i Banu Aws, chiese Maometto di scegliere lui un arbitro all'interno della loro tribù. Venne nominato Sa'd ibn Mu'adh, che chiese ai Banu Qurayza che legge avessero voluto fosse applicata per punirli, se quella ebraica o quella islamica, non vi fu unanimità di scelta tra i leader tribali Qurayza. La pena per il reato di inganno e tradimento nei confronti di un alleato per la legge ebraica (inclusa la Torah) è la morte di tutti gli uomini e la riduzione in schiavitù delle donne e dei bambini. Sa‘d approvò la sentenza di esecuzione contro i Qurayza e tra i 600 e i 900 uomini vennero decapitati (tranne che i pochi che scelsero di convertirsi all'Islam), tutte le donne e i bambini vennero schiavizzati e le loro proprietà confiscate. 
Alcuni di studiosi musulmani si rifiutano di riconoscere il fatto ritenendo che Ibn Ishaq, il primo biografo di Muhammad, abbia raccolto molti dettagli dell'incidente dai discendenti degli stessi ebrei Qurayza. Questi discendenti avrebbero enfatizzato il racconto arricchendolo di dettagli risalenti alla storia delle persecuzioni ebraiche in epoca romana.